# Pierre Desrochers (Komponist)
Pierre Desrochers (* 1955 in Montreal) ist ein kanadischer Filmkomponist.

## Leben
Desrochers arbeitete zu Beginn seiner Laufbahn als Filmkomponist Anfang der 1990er Jahre mit Nathalie Boileau zusammen. Sie komponierten vor allem Musik für Filme von Denis Villeneuve, darunter Un 32 août sur terre (1998) und Maelström (2000). Nach 2000 entstand u. a. seine Musik zu Sébastien Roses La Vie avec mon père (2005) und Stéphane Lapointes La Vie secrète des gens heureux (2006). 
Mit La sarrasine (1992, Regie: Paul Tana), Les amoureuses (1993, Regie: Johanne Prégent) und La Vie secrète des gens heureux wurde Desrochers für einen Genie Award nominiert. Unter den Finalisten für den Preis für die beste Originalmusik bei der Gala du cinéma québécois (Prix Jutra) war er 1999 mit Un 32 août sur terre (1999) und 2003 mit Ricardo Trogis Québec-Montréal. Desrochers unterrichtet Komposition und Postsynchronisation an der Université du Québec à Montréal.

## Filmographie
- 1991: Mirrors of Time
- 1992: La aarrasine
- 1993: Les amoureuses
- 1994: L'instant et la pantience
- 1998: La Déroute
- 1998: Un 32 août sur terre
- 2000: From the Big Bang to Tuesday Morning
- 2000: Maelström
- 2001: La Femme qui boit
- 2002: Mission banquise: Le voyage immobile
- 2002: Québec-Montréal
- 2005: La Vie avec mon père
- 2007: Miroirs d'été
- 2008: La battue
- 2010: La tranchée